# Euchlaena pectinaria
Euchlaena pectinaria là một loài bướm đêm trong họ Geometridae.